# Marasmiellus
Marasmiellus là một chi nấm trong họ Marasmiaceae, thuộc bộ Agaricales. Chi nấm phân bố rộng rãi trên toàn thế giới và được nhà nghiên cứu người Mỹ, William Murrill miêu tả khoa học lần đầu tiên năm 1915. Chi hiện bao gồm khoảng 250 loài.
Danh pháp khoa học bắt nguồn từ tiếng Hy Lạp: marasmus có nghĩa là "hao mòn".

## Danh sách các loài
- Marasmiellus afer
- Marasmiellus affixus
- Marasmiellus albiceps
- Marasmiellus albifolius
- Marasmiellus albobrunnescens
- Marasmiellus albofuscus
- Marasmiellus alliiodorus
- Marasmiellus alneus
- Marasmiellus alvaradoi
- Marasmiellus amazoniensis
- Marasmiellus ambiguus
- Marasmiellus amphicystis
- Marasmiellus amygdalosporus
- Marasmiellus anastomosus
- Marasmiellus androsaceiformis
- Marasmiellus angustispermus
- Marasmiellus anomalus
- Marasmiellus antarcticus
- Marasmiellus anthocephalus
- Marasmiellus aporposeptus
- Marasmiellus appalachianus
- Marasmiellus aquilus
- Marasmiellus atropapillatus
- Marasmiellus atrosetosus
- Marasmiellus atrostipitatus
- Marasmiellus aurantiorufescens
- Marasmiellus baeosporoides
- Marasmiellus baeosporus
- Marasmiellus bambusicola
- Marasmiellus bauhiniae
- Marasmiellus berkeleyi
- Marasmiellus bermudensis
- Marasmiellus bisporiger
- Marasmiellus bolivarianus
- Marasmiellus bonaerensis
- Marasmiellus bonii
- Marasmiellus brevisporus
- Marasmiellus brunneocarpus
- Marasmiellus brunneomarginatus
- Marasmiellus caatingensis
- Marasmiellus caesioater
- Marasmiellus caespitosus
- Marasmiellus calami
- Marasmiellus californicus
- Marasmiellus candidus
- Marasmiellus caracasensis
- Marasmiellus carneopallidus
- Marasmiellus castaneidiscus
- Marasmiellus catephes
- Marasmiellus celebanticus
- Marasmiellus chamaecyparidis
- Marasmiellus chilensis
- Marasmiellus cinchonensis
- Marasmiellus cinereus
- Marasmiellus clitocybe
- Marasmiellus clusilis
- Marasmiellus cnacopolius
- Marasmiellus cocophilus
- Marasmiellus cocosensis
- Marasmiellus coilobasis
- Marasmiellus colocasiae
- Marasmiellus columbianus
- Marasmiellus confertifolius
- Marasmiellus contrarius
- Marasmiellus corsicus
- Marasmiellus corticigenus
- Marasmiellus corticum
- Marasmiellus corynophloeus
- Marasmiellus couleu
- Marasmiellus crassitunicatus
- Marasmiellus crinipelloides
- Marasmiellus cubensis
- Marasmiellus cupreovirens
- Marasmiellus curtipes
- Marasmiellus cystidiosus
- Marasmiellus daguae
- Marasmiellus dealbatus
- Marasmiellus defibulatus
- Marasmiellus delicius
- Marasmiellus delilei
- Marasmiellus dendroegrus
- Marasmiellus devenulatus
- Marasmiellus distantifolius
- Marasmiellus dryogeton
- Marasmiellus dunensis
- Marasmiellus earlei
- Marasmiellus eburneus
- Marasmiellus echinocephalus
- Marasmiellus elongatisporus
- Marasmiellus enodis
- Marasmiellus epibryus
- Marasmiellus epitrichialis
- Marasmiellus epochnous
- Marasmiellus eugeniae
- Marasmiellus filocystis
- Marasmiellus filopes
- Marasmiellus flaccidus
- Marasmiellus flosculus
- Marasmiellus foliicola
- Marasmiellus foliorum
- Marasmiellus fusicystis
- Marasmiellus gigantosporus
- Marasmiellus gilvus
- Marasmiellus gomez-pompae
- Marasmiellus goossensiae
- Marasmiellus gossypinulus
- Marasmiellus graminis
- Marasmiellus gregarius
- Marasmiellus guadelupensis
- Marasmiellus guatopoensis
- Marasmiellus guzmanii
- Marasmiellus hapuuarum
- Marasmiellus helminthocystis
- Marasmiellus hirtellus
- Marasmiellus hondurensis
- Marasmiellus humillimus
- Marasmiellus hypolissus
- Marasmiellus idroboi
- Marasmiellus ignobilis
- Marasmiellus iguazuensis
- Marasmiellus illinorum
- Marasmiellus incarnatipallens
- Marasmiellus inconspicuus
- Marasmiellus incrustatus
- Marasmiellus inoderma
- Marasmiellus inodermatoides
- Marasmiellus juniperinus
- Marasmiellus junquitoensis
- Marasmiellus keralensis
- Marasmiellus kindyerracola
- Marasmiellus koreanus
- Marasmiellus laschiopsis
- Marasmiellus lassei
- Marasmiellus lateralis
- Marasmiellus latispermus
- Marasmiellus laurifoliae
- Marasmiellus lecythidacearum
- Marasmiellus leiophyllus
- Marasmiellus leptophyllus
- Marasmiellus leucophyllus
- Marasmiellus luteus
- Marasmiellus lysochlorus
- Marasmiellus maas-geesterani
- Marasmiellus mariluanensis
- Marasmiellus maritimus
- Marasmiellus martynii
- Marasmiellus merulius
- Marasmiellus mesosporus
- Marasmiellus microscopicus
- Marasmiellus milicae
- Marasmiellus minutalis
- Marasmiellus minutus
- Marasmiellus misionensis
- Marasmiellus musacearum
- Marasmiellus nanus
- Marasmiellus napoensis
- Marasmiellus nivosus
- Marasmiellus nodosus
- Marasmiellus nothofagineus
- Marasmiellus nubigenus
- Marasmiellus oblongisporus
- Marasmiellus oligocinsulae
- Marasmiellus omphaloides
- Marasmiellus omphalophorus
- Marasmiellus orinocensis
- Marasmiellus osmophorus
- Marasmiellus osornensis
- Marasmiellus pachycraspedum
- Marasmiellus pacificus
- Marasmiellus paludosus
- Marasmiellus panamensis
- Marasmiellus pandoensis
- Marasmiellus pantholocystis
- Marasmiellus papillatomarginatus
- Marasmiellus papillatus
- Marasmiellus papillifer
- Marasmiellus paraensis
- Marasmiellus paralacteus
- Marasmiellus parlatorei
- Marasmiellus paspali
- Marasmiellus patouillardii
- Marasmiellus peckii
- Marasmiellus perangustispermnus
- Marasmiellus pernambucensis
- Marasmiellus petchii
- Marasmiellus petiolicola
- Marasmiellus petiolorum
- Marasmiellus peullensis
- Marasmiellus phaeomarasmioides
- Marasmiellus phaeophyllus
- Marasmiellus picipes
- Marasmiellus pilosus
- Marasmiellus platyhyphes
- Marasmiellus pluvius
- Marasmiellus polyphyllus
- Marasmiellus potamogeton
- Marasmiellus potassiovirens
- Marasmiellus praeacutus
- Marasmiellus primulae
- Marasmiellus primulinus
- Marasmiellus pruinosulus
- Marasmiellus pseudogracilis
- Marasmiellus pseudoparaphysatus
- Marasmiellus pseudoramealis
- Marasmiellus pulchellus
- Marasmiellus pusillimus
- Marasmiellus pygmaeus
- Marasmiellus quercinus
- Marasmiellus radiatim-plicatus
- Marasmiellus ramealis
- Marasmiellus ramorum
- Marasmiellus rawakensis
- Marasmiellus rhizomorphogenus
- Marasmiellus rhodophyllus
- Marasmiellus riberaltensis
- Marasmiellus rosascentifolius
- Marasmiellus roseipallens
- Marasmiellus roseotinctus
- Marasmiellus rubellus
- Marasmiellus rugulosus
- Marasmiellus saccharophilus
- Marasmiellus salmonicolor
- Marasmiellus sanctae-marthae
- Marasmiellus scandens
- Marasmiellus schiffneri
- Marasmiellus segregabilis
- Marasmiellus senescens
- Marasmiellus sinensis
- Marasmiellus sotae
- Marasmiellus sphaerosporus
- Marasmiellus sprucei
- Marasmiellus stenocystis
- Marasmiellus stenophylloides
- Marasmiellus stenosporus
- Marasmiellus stratosus
- Marasmiellus stypinoides
- Marasmiellus stypinus
- Marasmiellus subaurantiacus
- Marasmiellus subcoracinus
- Marasmiellus subdealbatus
- Marasmiellus subepiphyllus
- Marasmiellus subfumosus
- Marasmiellus subgraminis
- Marasmiellus subhirtellus
- Marasmiellus subingratus
- Marasmiellus subinodermatoides
- Marasmiellus subnigricans
- Marasmiellus subochraceus
- Marasmiellus subolivaceomelleus
- Marasmiellus subpumilus
- Marasmiellus subramealis
- Marasmiellus synodicus
- Marasmiellus tener
- Marasmiellus tenerrimus
- Marasmiellus tetrachrous
- Marasmiellus thaxteri
- Marasmiellus trabutii
- Marasmiellus trichodermialis
- Marasmiellus tricolor
- Marasmiellus tropicalis
- Marasmiellus troyanus
- Marasmiellus ugandensis
- Marasmiellus umbilicatus
- Marasmiellus umbonifer
- Marasmiellus usambarensis
- Marasmiellus vaillantii
- Marasmiellus varzeae
- Marasmiellus vernalis
- Marasmiellus vinosus
- Marasmiellus violaceogriseus
- Marasmiellus violae
- Marasmiellus virgatocutis
- Marasmiellus viridifuscus
- Marasmiellus volvatus
- Marasmiellus xerophyticus
- Marasmiellus yalae